# Tadeusz Wybult
Tadeusz Wybult (ur. 12 stycznia 1921 w Płocku, zm. 3 listopada 2004) – polski scenograf.

## Życiorys
Urodził się w Płocku, tam też ukończył liceum. Po wojnie, w roku 1947, rozpoczął studia w zakresie architektury wnętrz na Politechnice Wrocławskiej. Na trzecim roku studiów jego rysunki drukowane były w czasopiśmie Architektura. Studia ukończył w 1953.
Był autorem scenografii do wielu filmów fabularnych, m.in. do Matki Joanny od Aniołów czy Struktury kryształu. W 1981, na znak protestu przeciwko wprowadzeniu stanu wojennego, zrezygnował z pracy w kinematografii.

## Wybrana filmografia
- 1960: Matka Joanna od Aniołów
- 1961: Świadectwo urodzenia
- 1963: Żona dla Australijczyka
- 1966: Sublokator
- 1969: Struktura kryształu
- 1970: Życie rodzinne
- 1972: Wesele
- 1976: Barwy ochronne
- 1981: Ryś